# Emily Bölk
Emily Bölk, née le 26 avril 1998 à Buxtehude, est une handballeuse internationale allemande évoluant au poste d'arrière gauche.

## Biographie
Elle est la fille de l'ancienne joueuse internationale allemande de handball, Andrea Bölk.

## Palmarès

### En club
Compétitions internationales
- Finaliste de la Ligue des champions (1) : 2023

Compétitions nationales
- vainqueur de la coupe d'Allemagne (2) : 2015 et 2017 (avec Buxtehuder SV)
- vainqueur du Championnat de Hongrie (1) : 2021
  - Vice-championne (2) : 2022, 2023
- vainqueur de la Coupe de Hongrie (2) : 2022, 2023

### En sélection
Championnats du monde
- 12e du championnat du monde 2017

Championnats d'Europe
- 6e du championnat d'Europe 2016

Autres
- finaliste du championnat du monde jeunes en 2014[2]

### Distinctions individuelles
- Élue meilleure arrière gauche du championnat d'Europe junior en 2015[3]
- Élue meilleure joueuse du championnat du monde jeunes en 2014[4]